# Akademmisteczko
Akademmisteczko (ukr. Академмiстечко) – jedna ze stacji kijowskiego metra na linii Swjatoszynśko-Browarśkiej. Została otwarta 24 maja 2003 roku. Stanowi zachodni koniec linii.
Jest to dwupoziomowa stacja, z dwoma balkonami na najwyższym poziomie. Nazwa pochodzi od pobliskich laboratoriów (dosłownie Akademickie Miasto) Ukraińskiej Akademii Nauk i centrów badawczych. Cały wystrój stacji utrzymany jest w motywach naukowych.